# 1. Zagrebačka NL 2021./22.
U 1. Zagrebačkoj nogometnoj ligi u sezoni 2021./22. se natječu sljedeći klubovi:
- NK Concordia Zagreb
- NK Devetka Zagreb
- NK Ivanja Reka
- NK Kašina
- NK Mladost Buzin
- NK Nur Zagreb
- NK Prigorje Markuševec
- NK Prigorje Žerjavinec
- NK Sava Zagreb
- NK Sesvetski Kraljevec
- NK Sloga Zagreb
- NK Studentski grad Zagreb
- NK Šparta Zagreb
- NK Zelengaj 1948 Zagreb
- NK ZET Zagreb